# Muri (gemeente)
Muri is een gemeente en plaats in het Zwitserse kanton Aargau en maakt deel uit van het district Muri.
Muri AG telt 7.323 inwoners.
In Muri bevindt zich de vermaarde abdij van Muri.

## Geboren in Muri
- Walter Thurnherr (1963), politicus; bondskanselier van Zwitserland vanaf 2016
- Julia Stierli (1997), voetbalster
- Alayah Pilgrim (2003), voetbalster